# Beatrice Acciaio
Beatrice Acciaio ist ordentliche Professorin am Departement für Mathematik der ETH Zürich, Schweiz. Ihre Beiträge zur Finanzmathematik umfassen ein breites Spektrum von Theorien und Anwendungen, von der Dualitätstheorie der Nutzenmaximierung über die Analyse von optimalen Ausführungsproblemen im Wasserstein-Raum, robusten Finanzen und kausalem und Martingal-Optimaltransport bis hin zu ihren jüngsten Projekten im Bereich des maschinellen Lernens, die den Entwurf neuer Generativer Adversarialer Netze (GANs) beinhalten. Ihr Doktoratsstudium in mathematischen und statistischen Methoden für die Wirtschafts- und Sozialforschung hat sie an der Universität Perugia absolviert.

## Auszeichnungen
- 2006: Europäische Wissenschaftsstiftung – Projekt „Advanced Mathematical Methods for Finance“ (6 Monate): „Optimale Aufteilung des gepoolten Risikos unter einem Aggregat von Wirtschaftssubjekten“
- 2007: Promotionspreis der Italienischen Vereinigung für angewandte Mathematik in den Wirtschafts- und Sozialwissenschaften
- 2009: Europäische Wissenschaftsstiftung – „Advanced Mathematical Methods for Finance“ Projekt (6 Monate): „Dynamische Messung des Mehrperiodenrisikos“
- 2009: Wiener Wissenschafts-, Forschungs- und Technologiefonds, „Mathematics and ...“ Ausschreibung für High Potentials Projekt (4 Jahre): „Mathematik der finanziellen Risikomessung und stochastischen Abhängigkeit“
- 2022: Louis-Bachelier-Preis, verliehen von der London Mathematical Society (LMS), der Natixis-Stiftung für Forschung und Innovation und der Société de Mathématiques Appliquées et Industrielles (SMAI)[2]